# Guy-Manuel de Homem-Christo
Guillaume Emmanuel "Guy-Manuel" de Homem-Christo, född 8 februari 1974 i Neuilly-sur-Seine, Frankrike, är en fransk elektronisk musiker. Han har portugisiskt påbrå. Han bildade bandet Daft Punk tillsammans med Thomas Bangalter 1992. Daft Punk slog igenom stort 1997 med sitt debutalbum Homework.
Guy-Manuel de Homem-Christo har också producerat flera verk på sitt skivbolag Crydamoure med delägaren Éric Chedeville som han bildade duon Le Knight Club med. Han har även gjort musik till filmen Tron: Legacy. Förutom musikproduktion har han även arbetat som regissör.